# Петро Лінднер
Петро Лінднер (лат. Petrus Lindner, ?, Львів, ~1504, Львів)  (? — 1509?) — львівський міщанин, лавник (1464), міський райця (1464—1491) та бурмистр (1485).

## Життєпис
Син Ніколауса Лінднера, львівського купця, що в 1417 перебрався до Львова з місцевості Cosse в Сілезії. Брат львівського війта Лукаса Лінднера. Розбагатів завдяки торгівлі, як зі сходом (імпортував східні товари з Білгороду), так і з заходом, зокрема з Вроцлавом, де жив його брат Ніколаус. Через шлюб з Катериною, донькою Миколая Шультиса (мол.), ввійшов до львівського патриціяту.

## Сім'я
Був одружений. Від першого шлюбу з Катериною, дочкою Миколая Шультиса (мол.), мав сина Станіслава і дочку Катерину. Після смерті першої дружини, одружився вдруге, теж з Катериною (дошлюбне прізвище невідоме).